# アルトドルフ (エスリンゲン郡)
アルトドルフ (ドイツ語: Altdorf) は、ドイツ連邦共和国バーデン＝ヴュルテンベルク州シュトゥットガルト行政管区のエスリンゲン郡に属す町村（以下、本項では便宜上「町」と記述する）である。この町はシュトゥットガルト地方（1992年まではミッテレラー・ネッカー地方）およびシュトゥットガルト大都市圏に属す。

## 地理

### 位置
アルトドルフは、ネッカー川上流から約 1.5 km 南東のシュヴェービシェ・アルプの麓に位置している。ニュルティンゲンの南西約 6 km（直線距離）にあたる。町域の降水は大部分がアウトムート川を経由してネッカー川に注ぐ。

### 自治体の構成
自治体アルトドルフには、アルトドルフ地区以外に集落はない。

### 隣接する市町村
アルトドルフは、北はネッカータイルフィンゲン、北東はニュルティンゲンのライトヴァンゲン市区（短区間）、東はグロースベトリンゲン、南はベンプフリンゲン、西はネッカーテンツリンゲンと境を接している。いずれの市町村もエスリンゲン郡に属している。

### 土地利用
2020年現在のこの町の用途別土地面積および占有率は以下の通りである。
| 用途         | 面積 (ha) | 占有率 (%) |
| ------------ | --------- | ---------- |
| 住宅用地     | 23        | 7.2        |
| 商工業用地   | 5         | 1.5        |
| レジャー用地 | 5         | 1.5        |
| 交通用地     | 22        | 6.8        |
| 農業用地     | 210       | 64.7       |
| 森林         | 46        | 14.3       |
| 水域         | 1         | 0.3        |
| その他       | 12        | 3.7        |
| 合計         | 324       | 100.0      |

## 歴史

### 先史時代
様々な出土品が、アルトドルフには4000年前からすでにヒトが住んでいたことを示している。アルトドルフという地名は、おそらくアレマン語の Allachdorf という集落名に由来する。

### 中世
中世盛期にはこの地域はシュヴァーベン公領に属していた。アルトドルフはシュタウフェン朝終焉後に初めて文献に記録されている。1291年6月19日付けのヨハン・フォン・ヴルムリンゲンの文書にフリードリヒ・フォン・アルトドルフが証人として記されている。
中世後期にこの村は徐々にデンケンドルフ修道院の支配下に置かれていった。

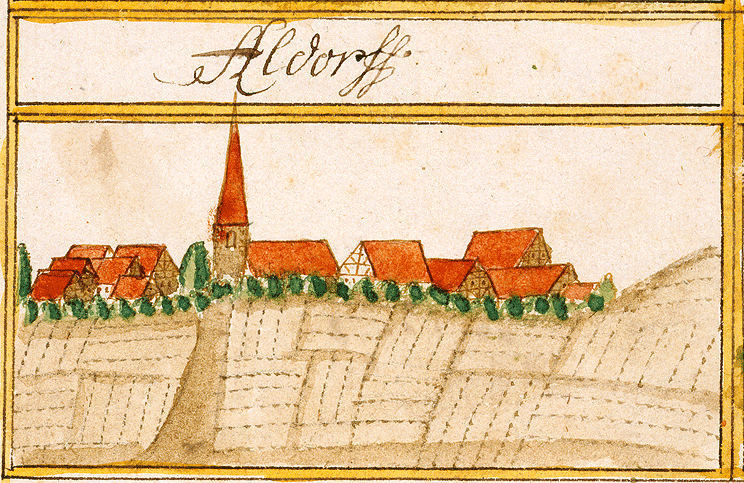
1683年にアンドレアス・キーザーによって描かれたアルトドルフの絵図

### 近世以後
1535年に、宗教改革により修道院からデンケンドルフ福音主義修道院庁の管轄下に置かれ、ヴュルテンベルク公領時代にはこれに属した。アルトドルフの小さな教会はネッカータイルフィンゲン福音主義教会区の支教会であった。このアルトヴュルテンベルクの村では専ら農業が営まれていた。主にカラスムギとスペルトコムギが栽培され、庭ではアサやアマも栽培されていた。水辺の草地、小さな森、いくつかのブドウ畑も土地の景観を創り出していた。18世紀の初めまでアルトドルフの子供達は隣のネッカータイルリンゲンの学校で学んでいた。1707年以降、アルトドルフに教師がいたことが証明されている。
19世紀初めのヴュルテンベルク王国建国により、アルトドルフは1808年にオーバーアムト・ニュルティンゲンに編入された。1827年にこの町に新しい教会堂が建設された。ナチ時代のヴュルテンベルクの行政改革でアルトドルフの帰属は新設されたニュルティンゲン郡となった。第二次世界大戦ではアルトドルフの兵士16人が死亡し、6人が行方不明となった。1944年に1機の爆撃機が19世紀の教会を破壊し、1945年4月19日の空襲では6軒の家屋と4件の倉庫が破壊され、その他のすべての建物が損傷した。
第二次世界大戦後この町はアメリカ管理地区となり、新設されたヴュルテンベルク＝バーデン州に属した。この州は、1952年に現在のバーデン＝ヴュルテンベルク州となった。1973年の郡域再編でアルトドルフはエスリンゲン郡の一部となった。戦後この町は伝統的な農業主体の町から新興の通勤者の住宅の町に変貌した。旧町役場は2005年に近代的な住民センターに建て替えられた。

## 住民

### 宗教
アルトドルフは宗教改革以後、純粋に福音主義の町であった。1846年には499人の福音主義の住民が住んでおり、カトリック信者はいなかった。アルトドルフ福音主義教会は現在、ヴュルテンベルク福音主義州教会のニュルティンゲン教会管区に属している。戦後の移民などとしてやってきたカトリック信者は、ネッカーテンツリンゲンの聖パウルス教会に属している。この教会組織はエスリンゲン＝ニュルティンゲン首席司祭区のネッカー＝アイヒ司牧会に属している。

### 人口推移
人口調査結果 (*) または州統計局の公式研究結果に基づく人口推移を以下に示す（この町を主たる住所地とする人口）。
| 年    | 人口（人） |
| ----- | ---------- |
| 1871* | 381        |
| 1900* | 429        |
| 1925* | 413        |
| 1950* | 586        |
| 1961* | 533        |

| 年    | 人口（人） |
| ----- | ---------- |
| 1970* | 710        |
| 1980  | 746        |
| 1987* | 891        |
| 1990  | 1,017      |
| 1995  | 1,163      |

| 年   | 人口（人） |
| ---- | ---------- |
| 2000 | 1,321      |
| 2005 | 1,462      |
| 2010 | 1,484      |
| 2015 | 1,620      |
| 2020 | 1,689      |

アルトドルフはエスリンゲン郡で最少人口の町である。

## 行政

### 行政連合
アルトドルフは、ネッカーテンツリンゲン自治体行政連合に加盟している。

### 議会
アルトドルフの町議会は10議席からなる。町議会はこれらの選出された名誉職の議員と議長を務める町長で構成されている。町長は町議会において投票権を有している。

### 首長
第二次世界大戦後の町長を列記する。
- 1945年 - 1948年: アドルフ・キュンメルレ
- 1948年 - 1960年: アルベルト・ファイト
- 1960年 - 1980年: ローベルト・クネヒト
- 1980年 - 1988年: ルートヴィヒ・ハスペル
- 1988年 - : ヨアヒム・ケルベラー

ヨアヒム・ケルベラーは1988年からアルトドルフの町長を務めている。ケルベラーは2020年2月2日の選挙でさらに8年の任期を獲得した。支持票の得票率は 97.17 % であった。

### 紋章
図柄: 頂部は金地に黒い鹿の角。その下の主部は青地に斜めに配置された銀色の犂の刃。

## 経済と社会資本

### 教育
アルトドルフには基礎課程学校が1校と幼稚園が1園ある。作業実科学校、実科学校、ギムナジウムなどの上級の学校は隣町のネッカーテンツリンゲンにある。幼稚園は、2012年春に新たな拡張工事が完了した後は、6歳までの75人の幼児を受け容れることが可能である。

### 廃棄物処理
廃棄物処理はエスリンゲン郡の廃棄物処理会社が担当している。有機ゴミ、家庭ゴミ、紙類を分別収集している。グリューナー・プンクトが表示された包装材は、いわゆるゲルバー・ザック（直訳: 黄色い袋）で収集される。粗大ゴミは年2回引換券を提示することで無料回収され、あるいは処分場へ持ち込みも可能である。処分場では電化製品や金属製品、再利用可能な素材も引き取ってもらうことができる。電球や塗料などの特別な廃棄物については問題物収集が行われる。

### クラブ、団体
この町には以下のクラブ、団体がある。
- アルトドルフ歌唱連盟
- TSV アルトドルフ
- 果樹栽培協会
- 基礎課程学校援助協会

## 人物

### 出身者
- ハインリヒ・フォルマー（ドイツ語版、英語版）（1885年 - 1961年）兵器製造者。機械製造業者フォルマー・ヴェルクの創業者

## 関連図書
- August Friedrich Pauly, ed (1848). “Altdorf”. Beschreibung des Oberamts Nürtingen. Die Württembergischen Oberamtsbeschreibungen 1824–1886. Band 25. Stuttgart / Tübingen: Cotta’sche Verlagsbuchhandlung. pp. 139–141
- Hans Schwenkel (1953). Heimatbuch des Kreises Nürtingen. Band 2. Würzburg. pp. 81–92
- Landesarchiv Baden-Württemberg i. V., Landkreis Esslingen, ed (2009). Der Landkreis Esslingen, Band 1. Ostfildern: Jan Thorbecke Verlag. p. 287. ISBN 978-3-7995-0842-1